# Bunaea plumicornis
Bunaea plumicornis är en fjärilsart som beskrevs av Butler 1882. Bunaea plumicornis ingår i släktet Bunaea och familjen påfågelsspinnare. Inga underarter finns listade i Catalogue of Life.